# Kut District
Kut District är ett distrikt i Irak.   Det ligger i provinsen Wasit, i den centrala delen av landet, 160 km sydost om huvudstaden Bagdad.
Följande samhällen finns i Kut District:
- Al Kūt